# Partit de les Dones (Polònia)
El Partit de les Dones (polonès Partia Kobiet, PK) és un partit polític polonès que defensa els interessos de les dones i l'estat del benestar. Fou fundat l'11 de gener de 2007 per la popular escriptora Manuela Gretkowska. A les eleccions parlamentàries poloneses de 2007 va obtenir el 0,28% dels vots populars i cap escó ni al Sejm ni al Senat de Polònia.